# Funció generatriu de probabilitats
En teoria de la probabilitat, la funció generatriu de probabilitats o  funció generadora de probabilitat d'una variable aleatòria discreta  que pren valors en el conjunt dels nombres naturals és una representació en sèrie de potències (la funció generadora) de la funció de probabilitat de la variable aleatòria. Aquesta funció conté tota la informació probabilística de la variable aleatòria i té bones propietats respecte la suma de variables aleatòries independents i la convergència en distribució, amb la qual cosa pot suplir en moltes ocasions, de forma senzilla, la funció característica.
Les funcions generatrius s'utilitzen molt en situacions on apareixen variables aleatòries que prenen només valors naturals, com en els processos de ramificació .
Les referències bàsiques d'aquest article són  Feller , Johnson et al. i Sanz i Solé .

## Definició
Sigui {\displaystyle X} una variable aleatòria  que només pren valors naturals (zero inclòs) i sigui {\displaystyle p_{n}=P\{X=n\},\ n=0,1,2,\dots ,} la seva funció de probabilitat o funció de repartiment de massa. S'anomena funció generatriu (o generadora) de probabilitats de {\displaystyle X} a  la sèrie de potències
| {\displaystyle G_{X}(s)=\sum _{n=0}^{\infty }p_{n}s^{n},\qquad (1)} |
(amb el conveni {\displaystyle 0^{0}=1})  la qual convergeix absolutament, almenys per a {\displaystyle s\in [-1,1]}, ja que en aquest interval,{\displaystyle \sum _{n=0}^{\infty }p_{n}\vert s\vert ^{n}\leq \sum _{n=0}^{\infty }p_{n}=1.}Abreujarem  l'expressió funció generatriu de probabilitats per fgp.
La fgm es pot escriure en termes de l'esperança matemàtica:
| {\displaystyle G_{X}(s)=E{\big [}e^{sX}{\big ]}.\qquad (2)} |
Si no hi ha confusió, escriurem {\displaystyle G} en lloc de {\displaystyle G_{X}}.
Recordem que per a una sèrie de potències {\displaystyle \sum _{n}a_{n}s^{n}} existeix un nombre {\displaystyle R\in [0,\infty ]}, anomenat radi de convergència de la sèrie, tal que la sèrie convergeix absolutament per a {\displaystyle \vert s\vert <R} i divergeix per a {\displaystyle \vert s\vert >R}; a més, convergeix uniformement en tot conjunt compacte contingut en {\displaystyle (-R,R)}. La funció {\displaystyle A(s)=\sum _{n=0}^{\infty }a_{n}s^{n}}definida en  els punts on la sèrie convergeix, és contínua i derivable en {\displaystyle (-R,R)}, i  la derivada  en aquests punts s'obté derivant la sèrie terme a terme. Per aquestes i altres propietats de les sèries de potències vegeu, per exemple, Apostol.
Observacions
1. En Combinatòria la funció generatriu és una sèrie de potències formal associada a una successió de nombres,  sense preocupar-se dels punts on convergeix. Però, tal com hem dit, les sèries de potències que intervenen en les funcions generatrius de probabilitats sempre convergeixen en [-1,1] i potser en conjunts més grans, i  són sèries de potències ordinàries.
2. La fgp també s'anomena funció generatriu de moments factorials, Casella and Berger; vegeu la secció Funció generatriu de moments factorials per una explicació.
3. Alguns autors, per exemple Moran, defineixen les fgp per a valors complexos de la variable, {\displaystyle \sum _{n}p_{n}z^{n}}, amb {\displaystyle z\in \mathbb {C} }, la qual és convergent, almenys, per a {\displaystyle z} tal que {\displaystyle \vert z\vert \leq 1}. En aquest article només considerarem el cas real, excepte en la secció Relació de la funció generatriu de probabilitats amb la funció característica i la funció generatriu de moments.

### Exemples de funcions generatrius de probabilitats
En el següents exemples s'indica a la dreta de la fgp el conjunt  {\displaystyle (-R,R)}, on {\displaystyle R} és el radi de convergència.

1. La fgp d'una variable de Bernoulli {\displaystyle X} de paràmetre {\displaystyle p}  és {\displaystyle G(s)=q+ps,\quad s\in \mathbb {R} ,} on {\displaystyle q=1-p}.
2. La fgp  d'una variable binomial {\displaystyle X\sim {Bin}(n,p)} és
{\displaystyle G(s)=(q+ps)^{n},\quad s\in \mathbb {R} .}on {\displaystyle q=1-p}.
3. La fgp d'una variable uniforme {\displaystyle X} en el conjunt {\displaystyle \{1,\dots ,k\}} és
{\displaystyle G(s)={\frac {1}{k}}\sum _{j=1}^{k}s^{j},\quad s\in \mathbb {R} .}
4.  La fgp d'una variable Poisson {\displaystyle X\sim {\mathcal {P}}oiss(\lambda )} és
{\displaystyle G(s)=\exp\{\lambda (s-1)\},\quad s\in \mathbb {R} ,}on hem utilitzat la sèrie exponencial{\displaystyle e^{x}=1+x+{\frac {x^{2}}{2!}}+\cdots =\sum _{n=0}^{\infty }{\frac {1}{n!}}\,x^{n},\quad x\in \mathbb {R} .}
5. Distribució geomètrica. En una successió de repeticions d'un experiment aleatori que només pot donar dos resultats, que anomenem èxit o fracàs, amb probabilitat d'èxit {\displaystyle p\in (0,1)}, compten el nombre fracassos fins al primer èxit: designem aquest nombre per {\displaystyle X}; es diu que aquesta variable té una distribució geomètrica de paràmetre {\displaystyle p} (cal  tenir present que alguns autors també s'anomena distribució geomètrica al nombre de repeticions fins al primer èxit inclòs aquest, que seria la variable {\displaystyle X+1}). La seva funció de probabilitat és
{\displaystyle P\{X=n\}=q^{n}p,\ \ n=0,1,\dots ,}on {\displaystyle q=1-p}. En conseqüència, la funció generatriu és{\displaystyle G(s)=\sum _{n=0}^{\infty }q^{n}ps^{n}=p\sum _{n=0}^{\infty }(qs)^{n}={\frac {p}{1-qs}},\quad s\in (-1/q,1/q).}Aquí hem utilitzat la fórmula de la suma d'una progressió geomètrica de raó {\displaystyle x\in (-1,1)},{\displaystyle {\frac {1}{1-x}}=1+x+x^{2}+\cdots =\sum _{n=0}^{\infty }x^{n},\quad x\in (-1,1).\qquad (3)}

### La funció generatriu de probabilitats determina la distribució de la variable. Fórmula d'inversió
Propietat. La distribució d'una variable aleatòria que només pren  valors naturals, està determinada per la seva fgp.
Prova. Amb les notacions anteriors,  del fet que el radi de convergència de la fgp {\displaystyle G_{X}} sigui més gran o igual a  1 resulta que  {\displaystyle G_{X}} té derivades de tots els ordres en {\displaystyle (-1,1)} i que  la seva derivada es pot calcular derivant la sèrie terme a terme. Llavors,{\displaystyle p_{n}={\frac {G_{X}^{(n)}(0)}{n!}},}i per tant  {\displaystyle G_{X}(s)} determina la funció de probabilitat  de {\displaystyle X}.
Aquesta fórmula s'anomena fórmula d'inversió.

### Altres funcions generatrius associades a variables aleatòries a valors els nombres naturals
Amb les mateixes notacions que abans, sigui {\displaystyle X} una variable aleatòria que només pren valors naturals, amb funció de probabilitats {\displaystyle p(n),\,n\geq 0}, i fgp G(s).
A més de la fgp també és molt útil la funció generatriu associada a la funció de distribució {\displaystyle F(t)=P\{X\leq t\}}, que designarem per {\displaystyle H(s)}:{\displaystyle H(s)=\sum _{n=0}^{\infty }F(n)s^{n}.}Com que {\displaystyle 0\leq F(t)\leq 1}, la sèrie  {\displaystyle H(s)} convergeix, almenys en {\displaystyle [-1,1]}. Atès que per a {\displaystyle n\in \mathbb {N} }{\displaystyle F(n)=\sum _{j=0}^{n}p(j),} i que{\displaystyle p_{n}=F(n)-F(n-1),} es dedueix que{\displaystyle H(s)={\frac {G(s)}{1-s}}.}
També és útil la funció generatriu associada amb la funció de supervivència {\displaystyle S(t)=1-F(t)=P\{X>t\}}, que designarem per {\displaystyle J(s)}:{\displaystyle J(s)=\sum _{n=0}^{\infty }S(n)s^{n}.}Està relacionada amb la fgp {\displaystyle G(s)} per la fórmula{\displaystyle J(s)={\frac {1-G(s)}{1-s}}.}

## Funció generatriu d'una suma de variables independents
Tal com hem comentat (fórmula (2)), si {\displaystyle X} una variable aleatòria que només pren valors naturals, {\displaystyle G_{X}(s)=E[s^{X}].}Una conseqüència immediata és que si {\displaystyle X} i {\displaystyle Y} són independents,  la funció generatriu de  {\displaystyle X+Y} pot obtenir--se multiplicant les funcions generatrius de {\displaystyle X} i {\displaystyle Y}:{\displaystyle G_{X+Y}(s)=E[s^{X+Y}]=E[s^{X}]\,E[s^{Y}]=G_{X}(s)G_{Y}(s).}(Recordeu que les funcions de variables independents són independents.) El mateix argument serveix quan tenim un nombre arbitrari de variables aleatòries.
Concretament,
Propietat. Siguin  {\displaystyle X_{1},\dots ,X_{k}}   variables aleatòries independents que només prenen valors naturals, amb funcions generatrius {\displaystyle G_{X_{1}},\dots ,G_{X_{n}}} respectivament. Aleshores  
| {\displaystyle G_{X_{1}+\cdots +X_{k}}(s)=G_{X_{1}}(s)\cdots G_{X_{k}}(s).} |

### Exemples defgpde sumes de variables aleatòries independents
1. Suma de variables binomials. La fgp d'una variable {\displaystyle X} amb distribució binomial {\displaystyle {Bin}(n,p)} pot calcular-se utilitzant que  una variable binomial es pot expressar com a suma de {\displaystyle n} variables de Bernoulli independents totes amb paràmetre {\displaystyle p}. Però encara més: si {\displaystyle X\sim {Bin}(n,p)} i {\displaystyle Y\sim {Bin}(m,p)} són independents, aleshores {\displaystyle X+Y\sim {Bin}(n+m,p)}, ja que{\displaystyle G_{X}(s)=(q+ps)^{n},\ \ G_{Y}(s)=(q+ps)^{m}}i{\displaystyle G_{X+Y}(s)=G_{X}(s)\,G_{Y}(s)=(q+ps)^{n+m}.} Atès,  com hem dit, que  la fgp caracteritza la distribució d'una variable aleatòria, tenim que {\displaystyle X+Y\sim {Bin}(n+m,p)}.
2. Suma de variables de Poisson. De la mateixa manera es demostra que la suma de dues variables de Poisson independents de paràmetres {\displaystyle \lambda } i {\displaystyle \mu }  segueix una distribució de Poisson de paràmetre {\displaystyle \lambda +\mu }.
3. Distribució binomial negativa. En aquest exemple utilitzarem la fórmula de la sèrie binomial amb exponent negatiu: per a qualsevol natural {\displaystyle r\geq 1},
{\displaystyle {\frac {1}{(1-x)^{r}}}=\sum _{n=0}^{\infty }{\binom {n+r-1}{n}}x^{n},\quad x\in (-1,1).\qquad (4)}Vegeu més endavant un comentari sobre la seva demostració.

Sigui  {\displaystyle X} una variable aleatòria amb  la llei geomètrica de paràmetre {\displaystyle p}. Hem calculat a l'exemple 5 que la seva fgp és {\displaystyle G_{X}(s)={\frac {p}{1-qs}},\quad s\in (-1/q,1/q).}Considerem {\displaystyle r} variables geomètriques independents del mateix paràmetre {\displaystyle p}, {\displaystyle X_{1},\dots ,X_{r}}. La variable {\displaystyle T=X_{1}+\cdots +X_{r}}compta el nombre de fracassos fins a obtenir {\displaystyle r} èxits, i la seva fgp és, aplicant la fórmula (4),{\displaystyle G_{T}(s)={\big (}G_{X}(s){\big )}^{r}={\Big (}{p \over 1-qs}{\Big )}^{r}=p^{r}\sum _{n=0}^{\infty }{\binom {n+r-1}{n}}q^{n}s^{n}=\sum _{n=0}^{\infty }{\binom {n+r-1}{n}}p^{r}q^{n}s^{n}.}Donat que {\displaystyle P\{T=n\}} és el coeficient de {\displaystyle s^{n}} a l'expressió anterior tenim{\displaystyle P\{T=n\}={n+r-1 \choose n}p^{r}q^{n},\ n=0,1,\dots }Es diu que la variable {\displaystyle T} segueix una distribució binomial negativa de paràmetres {\displaystyle r} i {\displaystyle p}.
Un exemple històric. De Moivre   estudia la següent situació: tirem {\displaystyle m} daus cadascun amb {\displaystyle k} cares (en una dau normal el nombre de cares és {\displaystyle k=6}). Designem per {\displaystyle S} la suma dels resultats i volem calcular la probabilitat que {\displaystyle S=\ell }. De Moivre resol completament el problema utilitzant funcions generatrius (sense emprar aquest nom i sense utilitzar coeficients binomials!) i obté, per a {\displaystyle \ell =m,\,m+1,\dots ,km,}{\displaystyle P\{S_{m}=\ell \}={\frac {1}{k^{m}}}\sum _{i=0}^{\ell ^{*}}(-1)^{i}{\binom {m}{i}}{\binom {\ell -ki-1}{m-1}},} on {\displaystyle \ell ^{*}={\Big \lfloor }{\frac {\ell -m}{k}}{\Big \rfloor },} i {\displaystyle \lfloor x\rfloor }  designa la part entera del nombre {\displaystyle x}. També es demostra que per a  {\displaystyle \ell =m,m+1,\dots ,km},{\displaystyle P\{S_{m}\leq \ell \}={\frac {1}{k^{m}}}\sum _{i=0}^{\ell ^{*}}(-1)^{i}{\binom {m}{i}}{\binom {\ell -ki}{m}},} on {\displaystyle \ell ^{*}} és igual que abans. Vegeu Feller .
Un dels exemples que dóna De Moivre és el següent:  tirem 6 daus ordinaris 6 vegades això és, {\displaystyle m=k=6}. Llavors,  la probabilitat d'obtenir una suma de 15 punts és{\displaystyle P(S_{6}=15)={\frac {1}{6^{6}}}\sum _{i=0}^{1}(-1)^{i}{\binom {6}{i}}{\binom {15-6i-1}{6-1}}={\frac {1}{6^{6}}}{\Bigg (}{\binom {14}{5}}-6{\binom {8}{5}}{\Bigg )}=0'036.}

### Funció generatrius i convolució
Donades dues sèries de potències {\displaystyle A(x)=\sum _{n=0}^{\infty }a_{n}x^{n}\quad {\text{i}}\quad B(x)=\sum _{n=0}^{\infty }a_{n}x^{n},} ambdues convergents en un interval {\displaystyle (-R,R)}, el producte {\displaystyle A(x)\,B(x)} també és una sèrie de potències convergent (almenys) en {\displaystyle (-R,R)},  que ve donada per{\displaystyle A(x)\,B(x)=\sum _{n=0}^{\infty }c_{n}x^{n},}amb {\displaystyle c_{n}=a_{0}b_{n}+a_{1}b_{n-1}+\cdots a_{n}b_{0}=\sum _{j=0}^{n}a_{j}b_{n-j},\quad n=0,1,\dots .\qquad (5)}La sèrie (numèrica) {\displaystyle \sum _{n=0}^{\infty }c_{n}} és diu que és el producte de Cauchy  de les sèries  {\displaystyle \sum _{n=0}^{\infty }a_{n}} i {\displaystyle \sum _{n=0}^{\infty }b_{n}} .
D'altra banda, si considerem les successions {\displaystyle {\boldsymbol {a}}=(a_{0},a_{1},\dots )} i {\displaystyle {\boldsymbol {b}}=(b_{0},b_{1},\dots )} es diu que la successió {\displaystyle {\boldsymbol {c}}=(c_{0},c_{1},\dots )}, on {\displaystyle c_{n}} ve donat per (5), és la convolució (discreta) de les successions {\displaystyle {\boldsymbol {a}}} i {\displaystyle {\boldsymbol {b}}}  i s'escriu{\displaystyle {\boldsymbol {c}}={\boldsymbol {a}}*{\boldsymbol {b}}.}
Retornant a les fgp, si  {\displaystyle X} i {\displaystyle Y}  són  variables aleatòries independents que només prenen valors naturals, amb funcions de probabilitat {\displaystyle p_{n}^{X}} i {\displaystyle p_{n}^{Y}} i fgm {\displaystyle G_{X}} i  {\displaystyle G_{Y}} respectivament, llavors, del fet que{\displaystyle G_{X+Y}(s)=G_{X}(s)\,G_{y}(s),} deduïm que la funció de probabilitat de {\displaystyle X+Y}, que designarem per {\displaystyle p_{n}^{X+Y}}, compleix{\displaystyle p_{n}^{X+Y}=\sum _{j=0}^{n}p_{j}^{X}\,p_{n-j}^{Y}.}O, si escrivim,{\displaystyle {\boldsymbol {p}}^{X}=(p_{0}^{X},p_{1}^{X},\dots )} i anàlogament {\displaystyle {\boldsymbol {p}}^{Y}} i {\displaystyle {\boldsymbol {p}}^{X+Y}}, tenim que{\displaystyle {\boldsymbol {p}}^{X+Y}={\boldsymbol {p}}^{X}\,*\,{\boldsymbol {p}}^{Y}.}
Exemple. Tirem dos daus i siguin   {\displaystyle X} i  {\displaystyle Y} els resultats de la tirada. La seva funció de probabilitats és{\displaystyle p_{1}^{X}=p_{1}^{Y}=\dots =p_{6}^{Y}(6)={\frac {1}{6}}.}Aleshores {\displaystyle p^{X}*p^{Y}} està concentrada en el conjunt {\displaystyle \{2,3,\dots ,12\}} i val:{\displaystyle (p^{X}*p^{Y})_{2}=\sum _{j=1}^{6}p_{j}^{X}p_{2-j}^{Y}=p_{1}^{X}\,p_{1}^{Y}={\frac {1}{36}}.}
{\displaystyle (p^{X}*p^{Y})_{3}=\sum _{j=1}^{6}p_{j}^{X}\,p_{3-j}^{Y}=p_{1}^{X}\,p_{2}^{Y}+p_{2}^{X}\,p_{1}^{Y}={\frac {2}{36}}={\frac {1}{18}}.}De manera similar es completa la taula:
| {\displaystyle n}                 | 2                               | 3                               | 4                               | 5                              | 6                               | 7                              | 8                               | 9                              | 10                              | 11                              | 12                              |
| {\displaystyle (p^{X}*p^{Y})_{n}} | {\displaystyle {\frac {1}{36}}} | {\displaystyle {\frac {1}{18}}} | {\displaystyle {\frac {1}{12}}} | {\displaystyle {\frac {1}{9}}} | {\displaystyle {\frac {5}{36}}} | {\displaystyle {\frac {1}{6}}} | {\displaystyle {\frac {5}{36}}} | {\displaystyle {\frac {1}{9}}} | {\displaystyle {\frac {1}{12}}} | {\displaystyle {\frac {1}{18}}} | {\displaystyle {\frac {1}{36}}} |

## Funció generatriu i moments
Les fgp faciliten molt el càlcul dels moments d'una variable aleatòria del tipus que estem considerant. Sigui {\displaystyle X} una variable aleatòria  amb fgm {\displaystyle G} i radi de convergència {\displaystyle R\geq 1}. Llavors,  {\displaystyle G'(s)=\sum _{n=1}^{\infty }np_{n}s^{n-1},\quad s\in (-r,r).}Però la sèrie de la dreta per a {\displaystyle s=1} és {\displaystyle \sum _{n=1}^{\infty }np_{n},}que és exactament l'expressió de l'esperança de  {\displaystyle X}. Per tant, si  {\displaystyle R>1}, llavors la fórmula de {\displaystyle G'(s)}  valdrà per a {\displaystyle s=1} i tindrem que {\displaystyle E(X)<\infty } i{\displaystyle E[X]=G'(1).}Però, ¿què passa quan {\displaystyle R=1}? La següent propietat respon aquesta pregunta:
Propietat. Sigui {\displaystyle X} una variable aleatòria que només pren valors naturals i sigui  {\displaystyle G(s)} la seva funció generatriu. Designem per {\displaystyle G'(1^{-})} el límit per l'esquerra de {\displaystyle G'(s)} en el punt 1:{\displaystyle G'(1^{-})=\lim _{s\to 1^{-}}G'(s).}Aleshores {\displaystyle E[X]<\infty \quad \iff \quad G'(1^{-})<\infty ,}i, en aquest cas,{\displaystyle E[X]=G'(1^{-}).}
Observacions.
1. Atès que la sèrie que defineix {\displaystyle G'(s)} és de termes positius, tenim que {\displaystyle G'(s)} és positiva i monòtona creixent en {\displaystyle [0,1)}. Llavors sempre existirà el límit {\displaystyle G'(1^{-})} però pot ser {\displaystyle +\infty }.
2. Quan {\displaystyle G'(s)} està definida en {\displaystyle s=1}, es pot canviar {\displaystyle G'(1^{-})} per {\displaystyle G'(1)} i s'obté la fórmula
{\displaystyle E[X]=G'(1).}
Exemples.
1. Sigui {\displaystyle X} una variable Poisson de paràmetre {\displaystyle \lambda }. Segons hem vist, la seva fgp és 
{\displaystyle G(s)=\exp\{\lambda (s-1)\},\quad s\in \mathbb {R} .}Llavors, {\displaystyle G'(s)=\lambda \exp\{\lambda (s-1)\},\quad s\in \mathbb {R} .}Per tant, la esperança de {\displaystyle X} és finita i {\displaystyle E[X]=G'(1)=\lambda .}

2. Considerem una variable aleatòria {\displaystyle X} amb distribució zeta de paràmetre 2, amb funció de probabilitat
{\displaystyle p_{n}=P(X=n)={\frac {6}{\pi ^{2}}}\,{\frac {1}{n^{2}}},\ n=1,2,\dots .} Està ben definida perquè{\displaystyle \sum _{n=1}^{\infty }{\frac {1}{n^{2}}}=\zeta (2)={\frac {\pi ^{2}}{6}},}on {\displaystyle \zeta (x)} és la funció zeta de Riemann.
La funció generatriu és {\displaystyle G(s)={\frac {6}{\pi ^{2}}}\sum _{n=1}^{\infty }{\frac {s^{n}}{n^{2}}}={\frac {6}{\pi ^{2}}}\,{\rm {Li}}_{2}(s),\quad s\in [-1,1]}on {\displaystyle {\rm {Li}}_{2}(s)=\sum _{n=1}^{\infty }{\frac {s^{n}}{n^{2}}},\quad s\in [-1,1]} és el  dilogaritme  o funció de Spence. Derivant la sèrie de potències s'obté{\displaystyle {\rm {Li}}'_{2}(s)=\sum _{n=1}^{\infty }{\frac {s^{n-1}}{n}}=-{\frac {\log(1-s)}{s}},\quad s\in (-1,1),\ s\neq 0,}ja que{\displaystyle \log(1-s)=-\sum _{n=1}^{\infty }{\frac {s^{n}}{n}},\quad s\in (-1,1).}Llavors, {\displaystyle G'(1^{-})=\lim _{s\to 1^{-}}G'(s)=\infty .}Per tant, {\displaystyle X} no té esperança finita.

### Moments factorials
Donat un nombre real {\displaystyle x} i un nombre natural {\displaystyle k},  designarem per {\displaystyle (x)_{k}}  el factorial decreixent:{\displaystyle (x)_{k}=\underbrace {x(x-1)\cdots (x-k+1)} _{k\ {\text{factors}}},} amb el conveni {\displaystyle (x)_{0}=1}. El factorial decreixent també es designa per {\displaystyle x^{\underline {k}}}, vegeu símbol de Pochhammer.
Quan {\displaystyle x} és un nombre natural, llavors per a qualsevol nombre natural {\displaystyle k} tenim que {\displaystyle (x)_{k}\geq 0}, ja que {\displaystyle (x)_{k}={\frac {x!}{(x-k)!}}>0,\ {\text{per a}}\ k=0,\dots ,x,\quad {\text{i}}\quad (x)_{k}=0,\ {\text{per a }}\ k=x+1,\dots }
Per tant, si {\displaystyle X} és una variable aleatòria que només pren valors naturals sempre es pot calcular {\displaystyle E{\big [}(X)_{k}{\big ]}} però pot donar {\displaystyle +\infty }; quan aquesta quantitat  és finita,  s'anomena el moment factorial d'ordre {\displaystyle k} de {\displaystyle X}.
Propietat. Sigui {\displaystyle X} una variable aleatòria que només pren valors naturals i  {\displaystyle G(s)} la seva fgp. Aleshores {\displaystyle E[(X)_{k}]<\infty \quad \iff \quad G^{(k)}(1^{-})<\infty ,}i, en aquest cas,{\displaystyle E[(X)_{k}]=G^{(k)}(1^{-}).}
Exemple. Continuem amb  una variable de Poisson de paràmetre {\displaystyle \lambda }. La seva funció generatriu és {\displaystyle G(s)=e^{\lambda (s-1)},s\in \mathbb {R} .}Llavors, {\displaystyle G^{(k)}(s)=\lambda ^{k}\,e^{\lambda (s-1)},\ k=1,2,,\dots .}D'on resulta que {\displaystyle X} té moment factorial de tots els ordres i {\displaystyle E[(X)_{k}]=\lambda ^{k}.}

### Funció generatriu de moments factorials
Sigui {\displaystyle X} una variable aleatòria que només pren valors naturals i  {\displaystyle G(s)} la seva fgp. Si  el radi de convergència de {\displaystyle G(s)}  és estrictament més gran que 1, es pot desenvolupar {\displaystyle G(s)} en sèrie de Taylor en el punt 1, i  llavors{\displaystyle G(s)=\sum _{n=0}^{\infty }{\frac {f_{k}}{k!}}\,(s-1)^{k},\ s\in U,}on {\displaystyle U} és un entorn de 1 i {\displaystyle f_{k}} és el moment factorial d'ordre {\displaystyle k} de {\displaystyle X}:{\displaystyle f_{k}=E[(X)_{k}].}Vegeu Daley and Vere-Jones.
En aquest cas, la funció {\displaystyle K(s)=G(1+s)=E{\big [}(1+s)^{X}{\big ]}=\sum _{n=0}^{\infty }{\frac {f_{k}}{k!}}\,s^{k}}està definida en un entorn de 0 i s'anomena funció generatriu de moments factorials .

## Funció generatriu de probabilitats i convergència en distribució
La Convergència en distribució d'una successió de variables aleatòries que només prenen valors naturals a una variable aleatòria que només pren valors natural es simplifica molt mitjançant les fgp.
Propietat. (Sanz i Solé ) Sigui {\displaystyle \{X_{m},\ m\geq 1\}} una successió de  variables aleatòries que només prenen valors naturals, {\displaystyle X_{m}}amb funció de probabilitat {\displaystyle \{p_{n}^{(m)},\ n\in \mathbb {N} \}} i fgp {\displaystyle G_{m}}, {\displaystyle m\geq 1}. Aleshores hi ha equivalència entre
1. Existeix una successió {\displaystyle \{p_{n}^{(0)},\ n\geq 0\}} tal que {\displaystyle \lim _{m\to \infty }p_{n}^{(m)}=p_{n}^{(0)},\ \forall n\in \mathbb {N} .}
2. Existeix una funció {\displaystyle G(s),\ s\in (0,1)}, tal que{\displaystyle \lim _{m\to \infty }G_{m}(s)=G(s),\ \forall s\in (0,1).}

Si es compleix (2), i per tant, (1), llavors {\displaystyle G(s)=\sum _{n=0}^{\infty }p_{n}^{(0)}} i {\displaystyle \sum _{n=0}^{\infty }p_{n}^{(0)}=1\quad \iff \quad \lim _{s\uparrow 1}G(s)=1.}
D'aquí, vegeu la Propietat 2 de la Convergència en distribució, tenim:
Propietat. (Moran)  Siguin {\displaystyle X_{m},\ m\geq 1}, i {\displaystyle X} variables aleatòries que només prenen valors naturals, amb  fgp {\displaystyle G_{m},\ m\geq 1} i {\displaystyle G} respectivament. Aleshores{\displaystyle \lim _{m\to \infty }X_{m}=X\ {\text{en distribució}}\quad \iff \quad \lim _{m\to \infty }G_{m}(s)=G_{X}(s),\ \forall {\boldsymbol {s}}\in [0,1].}
Exemple. Sigui {\displaystyle X_{1},X_{2},\dots } una successió de variables binomials {\displaystyle X_{m}\sim Bin(m,p_{m})} amb {\displaystyle \lim _{m\to \infty }mp_{m}=\lambda >0}. Llavors{\displaystyle \lim _{m\to \infty }X_{m}=X\ {\text{en distribució}},}on {\displaystyle X} té una distribució de Poisson de paràmetre {\displaystyle \lambda }.
En efecte, segons hem vist,{\displaystyle G_{X_{m}}(s)={\big (}q_{m}+p_{m}s)^{m},}on {\displaystyle q_{m}=1-p_{m}}. Llavors,{\displaystyle G_{X_{m}}(s)={\big (}q_{m}+p_{m}s{\big )}^{m}={\big (}1-(1-s)p_{n}){\big )}^{m}={\Big (}{\big (}1-(1-s)p_{m}{\big )}^{1/((1-s)p_{m})}{\Big )}^{(1-s)mp_{m}}.}Per tant,{\displaystyle \lim _{m\to \infty }G_{X_{m}}(s)=e^{\lambda (s-1)},}que és la funció generatriu d'una  distribució de Poisson de paràmetre {\displaystyle \lambda }.

## Relació de la funció generatriu de probabilitats amb la funció característica i la funció generatriu de moments
Sigui {\displaystyle X} una variable aleatòria que només pren valors naturals i  {\displaystyle G(s)} la seva fgp. Aleshores:
- Sigui {\displaystyle \varphi (t)} la seva funció característica:{\displaystyle \varphi (t)=E[e^{itX}],\quad t\in \mathbb {R} .} Llavors {\displaystyle \varphi (t)=G(e^{it}).}

- Suposem que {\displaystyle X} tingui funció generatriu de moments {\displaystyle M(t)} en un entorn de zero:{\displaystyle M(t)=E[e^{tX}],\quad t\in (t_{0},t_{0}),}per a algun {\displaystyle t_{0}>0}. Llavors,{\displaystyle M(t)=G(e^{t}).}

## Cas multivariant
La definició i propietats són anàlogues al cas unidimensional. La referència d'aquesta secció és Kimmel and Axelrod , on es troben tots els resultats que segueixen.
Sigui {\displaystyle {\boldsymbol {X}}=(X_{1},\dots ,X_{d})} un vector aleatori que només pren valors naturals (zero inclòs), amb funció de probabilitats {\displaystyle p_{\boldsymbol {X}}}: {\displaystyle {\boldsymbol {p}}_{\boldsymbol {X}}(n_{1},\dots ,n_{d})=P\{X_{1}=n_{1},\dots ,X_{d}=n_{d}),\quad n_{1},\dots ,n_{d}\in \mathbb {N} .} La funció generatriu de probabilitats (multidimènsional), que també abreujarem per fgp, és  la funció {\displaystyle {\boldsymbol {G}}_{\boldsymbol {X}}(s_{1},\dots ,s_{d})=E[s_{1}^{X_{1}}\cdots s_{d}^{X_{d}}]=\sum _{n_{1}\geq 0,\dots ,n_{d}\geq 0}s_{1}^{n_{1}}\cdots s_{d}^{n_{d}}p_{\boldsymbol {X}}(n_{1},\dots ,n_{d}).} La sèrie de la dreta és una sèrie de potències multidimensional, que és absolutament convergent per a {\displaystyle (s_{1},\dots ,s_{d})\in [-1,1]^{d}}, ja que{\displaystyle 0\leq \sum _{n_{1},\dots ,n_{d}}{\big \vert }s_{1}^{n_{1}}\cdots s_{d}^{n_{d}}p_{\boldsymbol {X}}(n_{1},\dots ,n_{d}){\big \vert }\leq \sum _{n_{1},\dots ,n_{d}}p_{\boldsymbol {X}}(n_{1},\dots ,n_{d})=1.} A vegades la regió de convergència és més gran que {\displaystyle [-1,1]^{d}}.
Propietats.
1. La funció {\displaystyle {\boldsymbol {G}}_{\boldsymbol {X}}} és contínua i infinitament diferenciable en {\displaystyle (-1,1)^{d}}.

2. Fórmula d'inversió. La fgp determina la funció de probabilitat del vector {\displaystyle {\boldsymbol {X}}}:{\displaystyle p_{\boldsymbol {X}}(n_{1},\dots ,n_{d})={\frac {1}{n_{1}!\cdots n_{d}!}}\,{\frac {\partial ^{n_{1}+\cdots +n_{d}}{\boldsymbol {G}}_{\boldsymbol {X}}(s_{1},\dots ,s_{d})}{\partial s_{1}^{n_{1}}\cdots \partial s_{d}^{n_{d}}}}{\Bigg \vert }_{s_{1}=0,\dots ,s_{d}=0},\quad (n_{1},\dots ,n_{d})\in \mathbb {N} ^{d}.}

3. Moments factorials. Amb les notacions de la secció Moments factorials, s'anomena moment factorial d'ordre {\displaystyle (k_{1},\dots ,k_{d})} del vector{\displaystyle {\boldsymbol {X}}=(X_{1},\dots ,X_{d})} a la quantitat {\displaystyle E[(X_{1})_{k_{1}}\cdots (X_{d})_{k_{d}}],} sempre que sigui finita. Escrivim {\displaystyle {\boldsymbol {G}}_{\boldsymbol {X}}^{(k_{1},\dots k_{d})}({\boldsymbol {1}}^{-})=\lim _{(s_{1},\dots ,s_{d})\uparrow (1,\dots ,1)}{\frac {\partial ^{k_{1}+\cdots +k_{d}}{\boldsymbol {G}}(s_{1},\dots ,s_{d})}{\partial s_{1}^{k_{1}}\cdots \partial s_{d}^{k_{d}}}}.} Aleshores el moment factorial d'ordre {\displaystyle (k_{1},\dots ,k_{d})} existeix si i només si {\displaystyle {\boldsymbol {G}}_{\boldsymbol {X}}^{(k_{1},\dots ,k_{d})}({\boldsymbol {1}}^{-})<\infty }. En aquest cas, {\displaystyle E[(X_{1})_{k_{1}}\cdots (X_{d})_{k_{d}}]={\boldsymbol {G}}_{\boldsymbol {X}}^{(k_{1},\dots ,k_{d})}({\boldsymbol {1}}^{-}).}
4. Suma de vectors aleatoris independents. Siguin {\displaystyle {\boldsymbol {X}}=(X_{1},\dots ,X_{d})} i {\displaystyle {\boldsymbol {Y}}=(Y_{1},\dots ,Y_{d})} dos vectors aleatoris independents que només prenen valors naturals. Aleshores {\displaystyle {\boldsymbol {G}}_{{\boldsymbol {X}}+{\boldsymbol {Y}}}({\boldsymbol {s}})=G_{\boldsymbol {X}}({\boldsymbol {s}})\,{\boldsymbol {G}}_{\boldsymbol {Y}}({\boldsymbol {s}}).}
5. Convergència en distribució i fgp.  Siguin {\displaystyle {\boldsymbol {X}}_{1},{\boldsymbol {X}}_{2},\dots } i {\displaystyle {\boldsymbol {X}}} vectors aleatòries {\displaystyle d}- dimensionals que només prenen valors naturals, amb fgp {\displaystyle {\boldsymbol {G}}_{{\boldsymbol {X}}_{1}},{\boldsymbol {G}}_{{\boldsymbol {X}}_{2}},\dots } i {\displaystyle {\boldsymbol {G}}_{\boldsymbol {X}}} respectivament. Aleshores{\displaystyle \lim _{m\to \infty }{\boldsymbol {X}}_{m}={\boldsymbol {X}}\ {\text{en distribució}}\quad \iff \quad \lim _{m\to \infty }{\boldsymbol {G}}_{{\boldsymbol {X}}_{m}}(s)={\boldsymbol {G}}_{\boldsymbol {X}}(s),\ \forall {\boldsymbol {s}}\in [0,1]^{d}.}
Exemple. Vector multinomial {\displaystyle {\boldsymbol {X}}\sim {\mathcal {M}}(n;p_{1},\dots ,p_{d})}. La funció generatriu de probabilitat és {\displaystyle G_{\boldsymbol {X}}(s_{1},\dots ,s_{d})={\big (}p_{1}{s_{1}}+\cdots p_{d}{s_{d}}{\big )}^{n},\ s_{1},\dots ,s_{d}\in \mathbb {R} .}